# اولستر
اولستر (ایرلندی: Ulaidh or Cúige Uladh, Ulster Scots: Ulstèr or Ulster)
یک استان تاریخی در جزیره ایرلند که شامل ۹ شهرستان است. شش شهرستان آن در ایرلند شمالی (بخشی از بریتانیا) و سه شهرستان دیگر در جمهوری ایرلند واقع شده است.

## جغرافیا
اولستر دارای جمعیت بیش از ۲ میلیون نفر و مساحت ۲۱،۵۵۲ کیلومتر مربع (۸،۳۲۱ مایل مربع) است. بزرگترین شهر آن، بلفاست، دارای جمعیت شهری بیش از نیم میلیون نفر و دومین شهر بزرگ در ایرلند است.

### بزرگترین شهرها
۱. بلفاست (۴۸۰٬۰۰۰)

۲. دری (ایرلند شمالی) (۱۰۵٬۰۰۰)

۳. کریگ‌آوون (۶۵٬۰۰۰)

۴. بنگور، کانتی داون (۵۸٬۴۰۰)

۵. بالیمنا (۲۸٬۷۰۰)

۶. نیوتاون‌رودز (۲۷٬۸۰۰)

۷. نیوری (۲۷٬۴۰۰)

۱۵. آرماگ (۱۴٬۵۰۰)

## نگارخانه

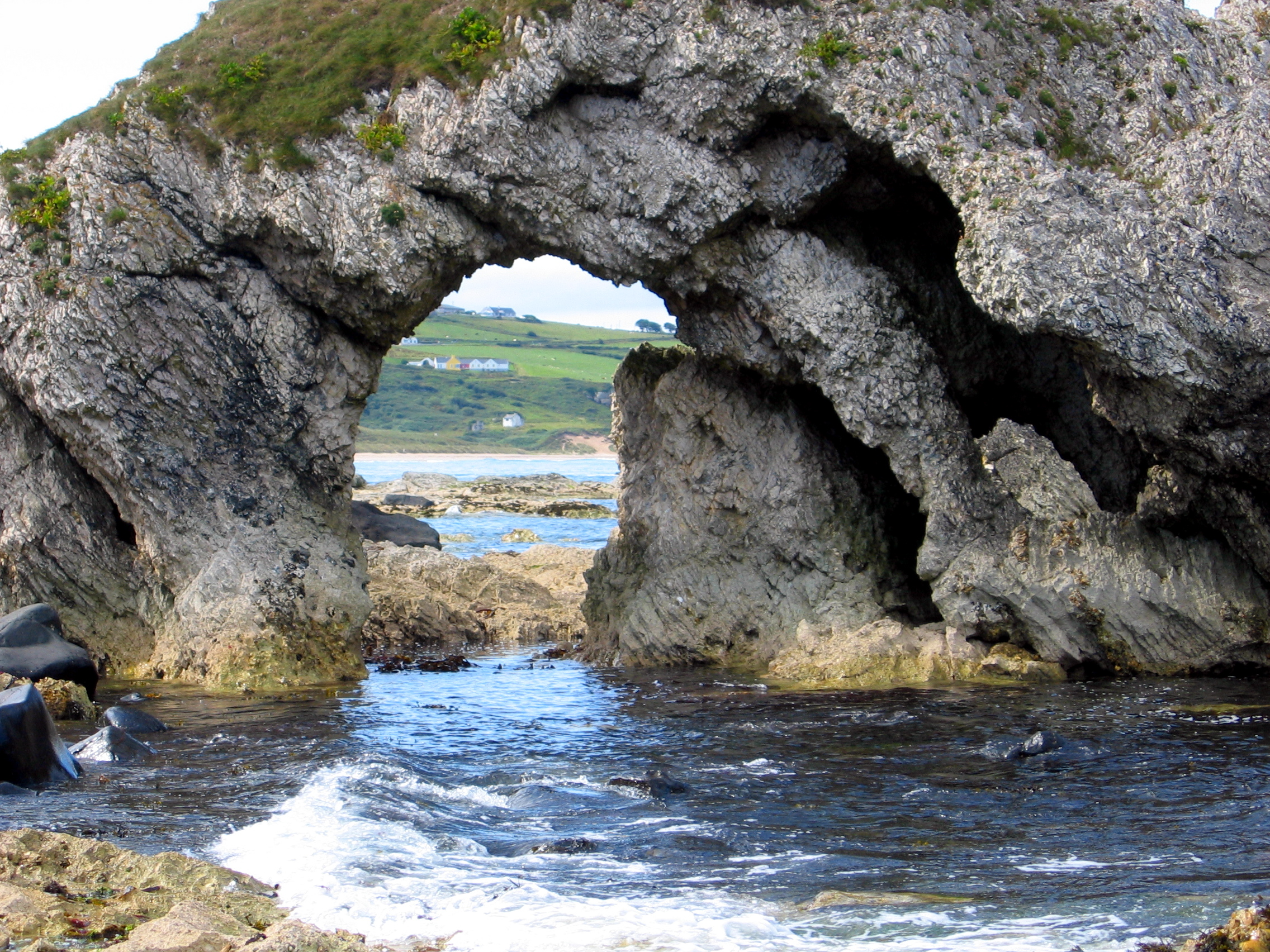
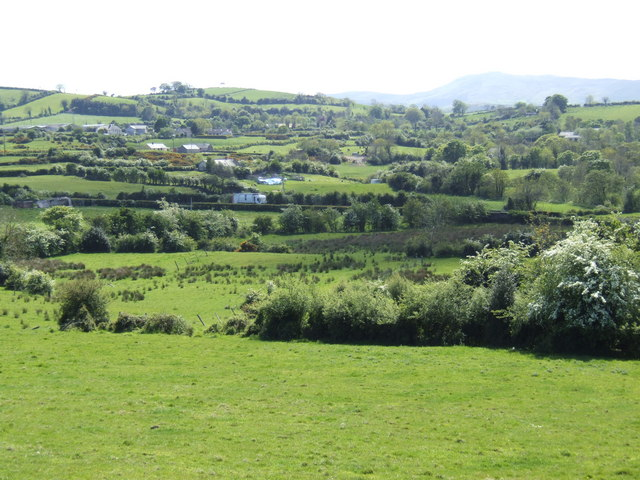
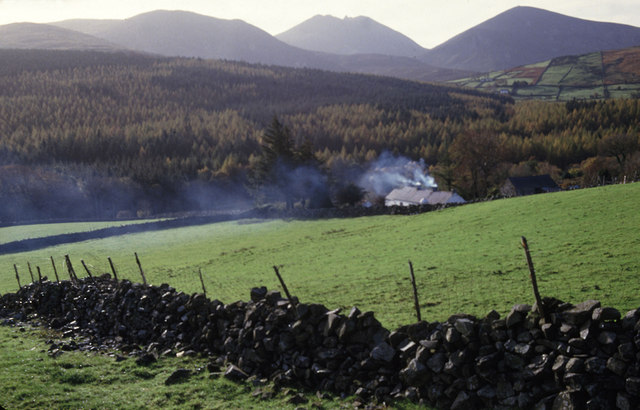
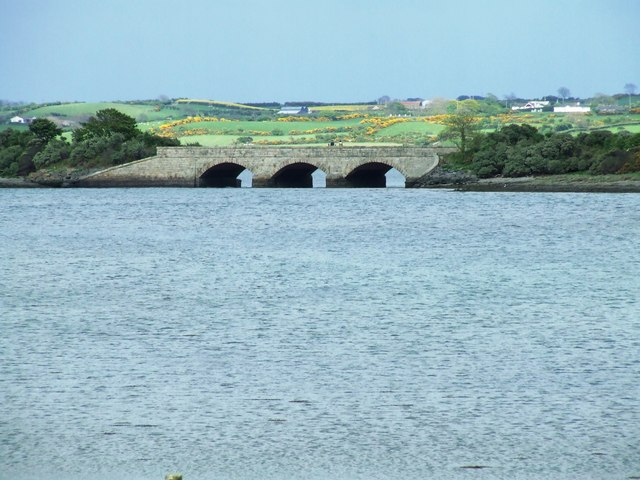
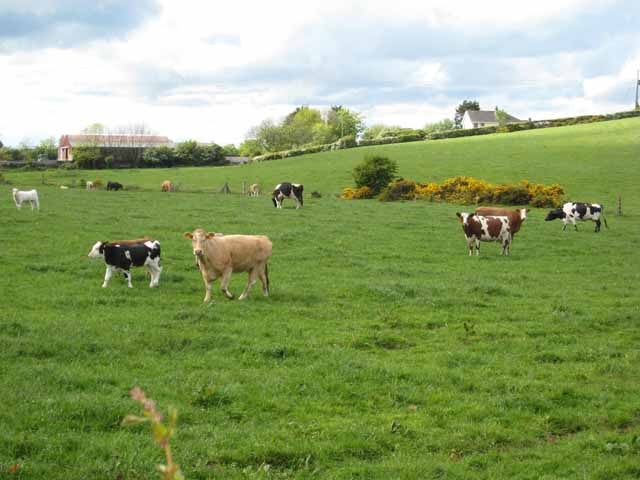
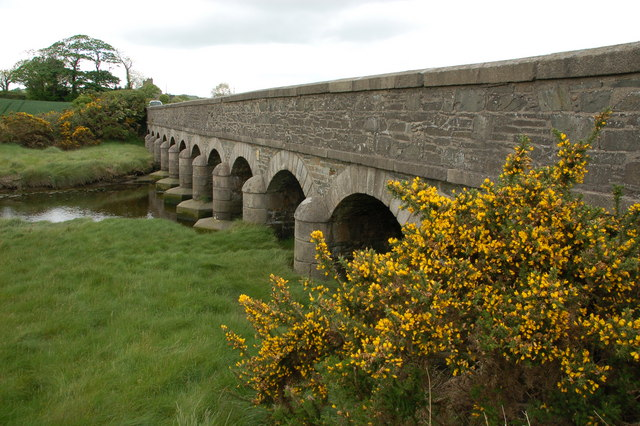
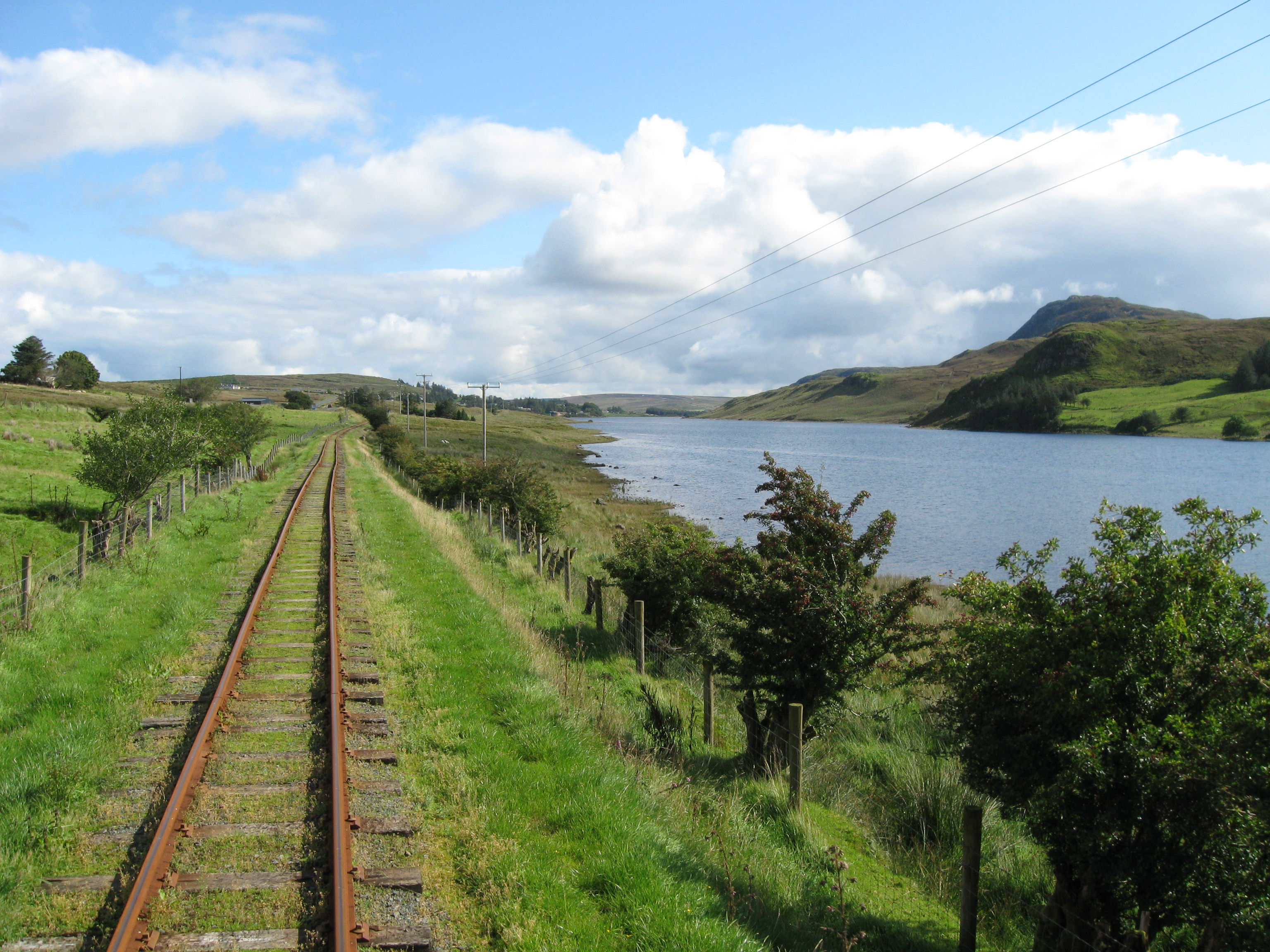
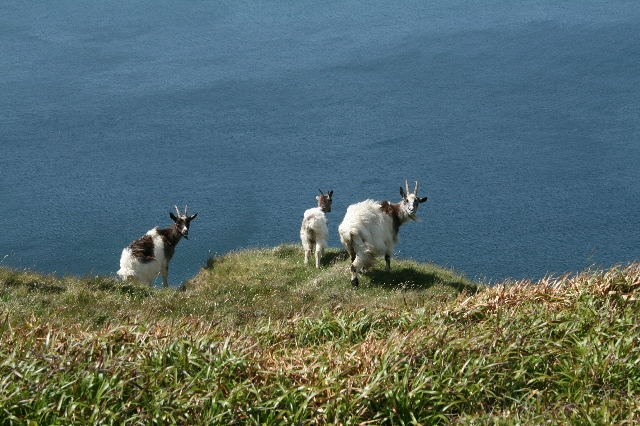
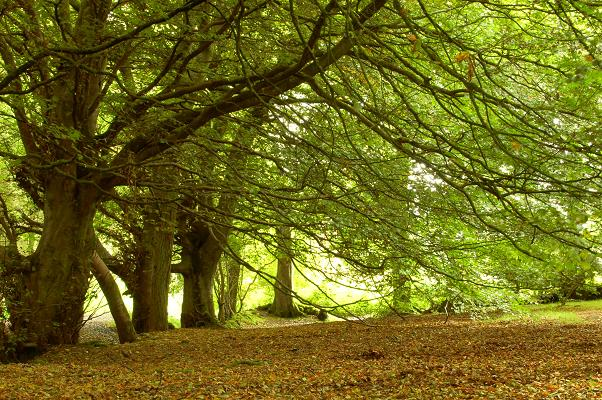